# Шостак Іван Володимирович
Іван Володимирович Шоста́к (нар. 4 вересня 1925, Масківці — пом. 8 березня 2001, Черкізово) — український майстер народного декоративного розпису, член Спілки художників СРСР з 1974 року, заслужений художник РРФСР. Син Ганни Собачко-Шостак.

## Біографія
Народився 4 вересня 1925 в селі Масківцях (тепер Баришівського району Київської області, Україна). З 1932 року жив з батьками в селі Черкізовому Московської області. Навчався в Черкізовській середній школі. У грудні 1942 року призваний до Червоної армії. Брав участь у Другій світовій війні. Воював у складі Південного, 1-го Українського, 3-го Білоруського фронтів. Закінчив війну 14 травня 1945 року за Прагою. Нагороджений орденами Вітчизняної війни 1-го ступеня (6 квітня 1985), Слави 3-го ступеня (25 травня 1945), медалями, зокрема медаллю «За відвагу» (26 серпня 1944). Демобілізований в грудні 1949 року.
Після війни працював службовцем у військовій частині. Після смерті матері в 1965 році продовжив її справу і традиції художньої творчості, зокрема продовжив живописний цикл «Квіти України». Писав картини, багато з яких були на військову тематику. Помер 8 березня 2001 року в Черкізовому. Похований на Черкізовському кладовищі.